# Paul Kohner
Paul Kohner (né le 29 mars 1902 à Teplitz-Schönau, mort le 16 mars 1988 à Los Angeles) est un producteur de cinéma et agent artistique austro-américain.

## Biographie
Paul Kohner est découvert par Carl Laemmle, le fondateur d'Universal Studios, lors de l'une de ses tournées européennes. Laemmle le fait venir à Hollywood en 1921 et assure sa promotion. Kohner devient producteur et reçoit en 1928 le mandat pour diriger Deutsche Universal. Kohner fonde en 1938 European Film Fund qui soutient les cinéastes européens exilés.
En tant qu'agent artistique, il s'occupe de Marlene Dietrich, Greta Garbo, Dolores del Río, Maurice Chevalier, Billy Wilder, Liv Ullmann, Henry Fonda, David Niven, Erich von Stroheim, Ingmar Bergman et Lana Turner.
Paul Kohner épouse l'actrice mexicaine Lupita Tovar. Il est le père de l'actrice Susan Kohner.

## Filmographie
- 1927 : La Volonté du mort
- 1928 : Love Me and the World Is Mine
- 1928 : L'Homme qui rit
- 1929 : Die seltsame Vergangenheit der Thea Carter
- 1929 : Durchs Brandenburger Tor
- 1929 : Frühlingsrauschen
- 1929 : L'Enfer blanc du Piz Palü
- 1930 : Ludwig der Zweite, König von Bayern
- 1930 : La Voluntad del muerto
- 1930 : Oriente es Occidente
- 1931 : Drácula
- 1931 : East of Borneo (en)
- 1931 : Orages
- 1931 : Don Juan diplomático
- 1931 : Liebe auf Befehl
- 1931 : El Tenorio del harem
- 1932 : Doomed Battalion (en)
- 1932 : The Rebel
- 1933 : SOS Eisberg
- 1934 : Le Fils prodigue
- 1935 : Alas sobre El Chaco
- 1935 : À l'est de Java (en)
- 1936 : Épreuves

## Source de la traduction
- (de) Cet article est partiellement ou en totalité issu de l’article de Wikipédia en allemand intitulé « Paul Kohner » (voir la liste des auteurs).